# كلية الدراسات العليا للبحوث الإحصائية (جامعة القاهرة)
كلية الدراسات العليا للبحوث الإحصائية بجامعة القاهرة يعتبر من أهم مؤسسات جامعة القاهرة التعليمية حاليا، كان يسمى سابقا معهد الدراسات والبحوث الإحصائية، وتم تغيير المسمى بالقرار رقم 1138 لعام 2019م.

## موقع الكلية
تقع كلية الدراسات العليا للبحوث الإحصائية بجامعة القاهرة في شارع د.أحمد زويل (ثروت سابقا) في حى الأورمان بمنطقة الدقي بمحافظة الجيزة. وبجوار كليه الحاسبات والمعلومات التابعة جامعة القاهرة، وكلية الفنون التطبيقية التابعة لجامعة حلوان في جمهورية مصر العربية

## نظام الدراسة والتقديم والقبول بالكلية
تمنح كلية الدراسات العليا للبحوث الإحصائية – جامعة القاهرة درجة دبلوم الدراسات العليا والماجستير والدكتوراه في التخصصات التالية: علوم حاسب - نظم معلومات- إحصاء رياضي-إحصاء تطبيقي - بحوث عمليات - الإحصاء السكانى - علوم البيانات.

### أولا: شروط التقدم للدبلوم الأكاديمى في الكلية
1. الحصول علي شهادة جامعية معترف بها من إحدى الجامعات المصرية الحكومية أو إحدى المعاهد الخاصة بشرط الحصول على شهادة المعادلة كما يقبل المعهد خريجي الدول العربية الحاصلين على المؤهلات العليا من جامعات عربية خارج مصر بشرط موافقة القسم وإستيفاء الأوراق المطلوبة. (شهادة معادلة من المجلس الأعلى للجامعات)
2. اجتياز دورات القبول الخاصة بالكلية

- دورة الرياضيات شرط للقبول بجميع الدبلومات
تكلفة الدورة 400 جنيها ومدتها اسبوعين وفي نهايتها اختبار يجب النجاح فيه للقبول.
-دورة البرمجة بلغة C++ ,و الرياضيات شرط للقبول بدبلوماتي (علوم حاسب – نظم معلومات)
بالإضافة لدورة الرياضيات يجب على المتقدم لقسم علوم الحاسب أو قسم نظم المعلومات أن يجتاز دورة البرمجة التي يعقدها المعهد لهذا الغرض
تكلفة الدورة 400 جنيها ومدتها اسبوعين وفي نهايتها اختبار يجب النجاح فيه للقبول بالدبلومات المذكورة.
-بالنسبة لدبلومة علوم البيانات والتي تبدأ دراستها في الكلية اعتبارا من العام الدراسي 2019-2020م فيجب اجتياز امتحان مادتي الرياضة والبايثون Python
1. الانتهاء من الخدمة العسكرية للذكور فقط أو الإعفاء منها.

### ثانيا: الأوراق المطلوبة عند التقديم
1. أصل شهادة الميلاد
2. أصل المؤهل الدراسى (والمعادلة ان كان المؤهل من معهد خاص أو جامعة اجنبية)
3. أصل أو صورة طبق الأصل من شهادة أداء الخدمة العسكرية أو الإعفاء منها.
4. 6 صور شخصية 4 × 6
5. سحب مظروف للتقديم (300 جنيه تقريبا)

### ثالثا
يجوز لخريجين كليات تمنح نفس التخصصات التي تمنحها الكلية ان يتقدموا للدراسة في الماجستير مباشرة شرط ان يكون التقدير التراكمى جيد على الأقل. على سبيل المثال خريجى كليات الحاسبات والمعلومات ومعاهد الحاسب الآلى الخاصة الحاصلون على تقدير جيد على الأقل يمكنهم التقدم للالتحاق بالماجستير في الكلية في قسم علوم الحاسب أو قسم نظم المعلومات. وجدير بالذكر هنا أن في حالة أن الطالب لم يدرس بعض من المقررات الرئيسية التي تدرس في دبلومة علوم الحاسب أو نظم المعلومات في كليتة يفرض عليه دراستها مع السنة التمهيدية للماجستير كمواد تكميلية بالإضافة للمواد التي تدرس في الكلية في مرحلة التمهيد للماجستير وفي هذه الحالة تكون هناك رسوم اضافية على كل مادة تكميلية قدرها 500 جنية للمادة التكميلية الواحدة بحد أقصى 3 مواد للطالب اما ان كانت تلك المواد أكثر من ذلك فيجب ان يحصل على الدبلوم من المعهد أولا.

### رابعا المصروفات الدراسية
- الدورات: الرياضيات 400 جنيه والبرمجة C++ 400 جنيه، والبايثون Python للمتقدمين لعلوم البيانات
- ثمن المظروف الخاص بالتقديم 300 جنيه
- مصروفات العام الأول 915 جنيه
- مصروفات العام الثاني في الدبلومة 583 جنيه
- مصروفات التمهيدى ماجستير 1163 جنيه تقريبا
- مصروفات إعادة المقرر (الرسوب) 200 جنيه
- مصروفات فتح مادة في الترم الصيفي للاختبار 500 جنيه

## قيادات الكلية
- الأستاذ : السيد خاطر عميد الكلية.

## المكتبة
تعتبر مكتبة المعهد من المكتبات العريقة والشاملة في مجال الإحصاء وفروعه المختلفة (رياضي - تطبيقي - سكاني) وعلوم الحاسب والمعلومات وبحوث العمليات حيث تعتبر بمثابة المكتبة المركزية لجامعة القاهرة في هذه المجالات. تحتوي المـكتبة علي أقـدم وأحدث الكتب والمراجع سواء باللغة العربية أو الإنجليزية في مجالات الإحصاء وعلوم الحاسب والمعلومات وبحوث العمليات فضلا عن احتوائها علي عدد من المراجع القيمة في بعض التخصصات الأخرى مثل الرياضيات والاقتصاد. تحتوى المكتبة علي عـدد كبير من الدوريـات العلمية العالمية والتي ترد تباعا لها من الخارج مما يجعلها متميزة في هذا المجال وتكون مقصدا لأغلب الباحثين المصريين في المجالات المذكورة. تحتوى المكتبة أيضاً علي كم هائل من النشرات التي تصدرها الأجهزة المعنية بالإحصاء في داخل الجمهورية وخارجها مثل الجهاز المركزي للتعبئة العامة والإحصـاء ونشرات الأمـم المتحـدة والمنظمـات الدولية والإقليمية والمحلية. تتميز مكتبة المعهد أيضا بأنها تحتوى علي عدد غير قليل من رسائل الماجستيـر والدكتـوراه كما تحتوي علي العديد من دوائر المعارف والمعاجم المختلفة.

## المجلات العلمية
تعظيماً وتعميقاً لدور الكلية في نشر أبحاث أعضاء هيئة التدريس والباحثين المصريين والعرب والأجانب لكي ينهض البحث العلمي ويزدهر محليا وعالميا، تقـوم الكلية بإصدار ثلاثة مجلات علمية تغطي التخصصات العلمية التالية:-
- المجلة الإحصائية المصرية: 
 صدر العدد الأول لهذه المجلة عام 1957وتصدرهذه المجلة في جزئين، الأول يصدر في شهر يونيه والآخر في شهر ديسمبر من كل عام صدر (الجزء الأول والثاني للعـدد رقـم 46 لسنة 2002)،وتهتم هذه المجلة بنشر الأبحاث الخاصة بالإحصاء وفروعه المختلفة والاقتصاد القياسي كما تنشر ملخصات بعض الكتـب الحديثة وكذلك تعليقات الباحثين إلى المحـرروتقبل الأبحاث باللغتين العربية والإنجليزية، وإيمانا من الكلية بنشر محتويات هذه المجلة عالميا فلقد تم الاتفاق علي نشر ملخص الأبحـاث التي تنشر فيها في الجهات العلمية الآتية:
  - (CURRENT INDEX STATISTICS(CIS
  - STATISTICAL ABSTRACT
  - MATHEMATICAL REVIEW
- المجلة المصرية للسكان وتنظيم الأسرة: 
 صدر العدد الأول عام 1968 وصدر المجلد -35 العدد الثاني (ديسمبر2002) وتصدر في جـزئين، وتهتم بنشر الأبحـاث الخاصة بالدراسـات السكانـية النظرية والتطبيقية ودراسات تنظيم الأسرة كما تنشر أيضا ملخصات الكتـب الحديثـة وتعليقـات الباحثين وخطابتهم إلى هيئة التحرير، وتقبل الأبحاث باللغتين العربية والإنجليزيـة.
- المجلة المصرية لعلوم الحاسب: 
 صدر العدد الأول من هذه المجلة عام 1973 وصدر العدد رقم 30 (ديسمبر2002) وهي تصدر في جزئين وتهتم المجلة بنشر الأبحاث النظرية والتطبيقية التي لها علاقة بعلوم الحاسب والمعلومات وكذلك بحـوث العمليـات وكذلك تنشر ملخصـات الكتب الحديثة والخطابات الواردة إلى هيئة التحرير، وتقبـل الأبحاث باللغتين العربية والإنجليزية.

علما بأن جميع الأبحاث المنشـورة فـي هذه المجلات تحكم عن طريق نخبة ممتازة من المحكمين المختارين لهذا الغرض.
ظم == المؤتمر السنوي في الإحصاء وعلوم الحاسب ونظم المعلومات وبحوث العمليات  ==
بدأت أولى جلسـات ذلك المـؤتمر عام 1966 حيث يكون ملـتقى علـمي سنوي هام يلتقي فيه الباحثون المصريـون والعرب والأجانب ليعرضوا فيه نتائج أبحاثهم وآخر ما توصلوا إليه من نتائج وليناقشوا في حوارات مفتوحة تلك النتائج مما يثرى العملية البحثية ويدفعها إلى الأمام.على مدى تلك السنوات استطاع المؤتمر أن ينشر عددا هائلا من الأبحاث بعد تحكيمها مناقشتها.
كما يصدر المؤتمر سنويا خمسة مجلدات تضم الأبحاث التي ألقيت في المؤتمر وتقرر قبولها للنشر وهي للإحصاء الرياضي والإحصاء التطبيقي والسكاني وعلـوم الحاسب وبحوث العمليات هذا ولقد تم نشر مجلد سادس للرياضيات وتطبيقاتها اعتبارا من عام 1978 وحتى عام 1983 حيث توقف قبول أبحاث في الرياضيات بعد ذلك.
بالإضافة إلي نشر الأبحاث ينظم المؤتمر ندوات علمية تناقش موضوعات حيوية هامة بالاشتراك مع بعض الوزارات والمراكز العلمية المختلفة يتم تنظيمها من عام إلي آخر حيث يطرح موضوعات هامة للنقاش يتم نشرها بعد ذلك في مجلـد مستقل لها، فعلى سبيل المثال تم عقد نـدوات في المـؤتمر عـن توصيات المؤتمر العالمي للسكان والتنمية وعن تطوير التعليم في مصر من خلال تطوير التقويم التربوي وعن الاتجاهات البحثية الحديثة في بحوث العمليات وعن إحصاءات التكاليف والعمالة والتنبؤات في القطاع الزراعي.